# Andulka vlnkovaná
Andulka vlnkovaná (Melopsittacus undulatus), též pouze andulka nebo hovorově andula, starším českým názvem papoušek vlnkovaný, je střední papoušek původem z Austrálie. Obývá zde otevřená stanoviště, převážně travnaté plochy kontinentu poblíž eukalyptových lesů a drobných keřů. Druh popsal anglický zoolog George Shaw, zprvu se o něm zmínil ve své publikaci Zoology of New Holland roku 1794, v roce 1805 jej v další s názvem The Naturalist's Miscellany popsal vědecky.
Kvůli své přátelské, milé či hravé povaze a pestrému zbarvení patří mezi nejrozšířenější papoušky v domácnosti. S jeho chovem se začalo již v průběhu 19. století. Do Evropy se zřejmě poprvé dostal v roce 1840, když jej do Anglie dopravil přírodovědec a malíř ptactva John Gould. Ten ho také označil binomickým jménem, které nosí papoušek do dnes. Rodového jméno „Melopsittacus“ pochází ze starořečtiny a znamená „zpěvný papoušek“, druhové jméno „undulatus“ je potom latinského původu a znamená „vlnkovaný“.
Dorůstá délky těla kolem 18 cm (i s ocasem) a v přírodě dosahuje hmotnosti 26–40 gramů, v zajetí až 60 gramů. Žije v početných hejnech. Potravu vyhledává na zemi a zdrojem jeho každodenní stravy jsou semínka různých rostlin.
Jedná se o druh monogamní i polygamní. Hnízdit může celoročně, obzvláště pak v příhodnou dobu, například s příchodem dešťů. Samička snáší průměrně 5 vajec, které sama zahřívá asi 18 dní. Mláďata se líhnou slepá a zprvu neopeřená. Přibližně 30 dní stará a již ochmýřená mláďata pobývají mimo hnízdo a pokouší se o první let. Jsou krmena do doby, dokud se sama nenaučí shánět potravu, což zvládnou obvykle v průběhu dalších dvou týdnů. Pohlavně dospívají ve stáří 3 až 6 měsíců. V zajetí, při dobré péči a dobrém zdravotním stavu, se andulka obvykle dožívá 10–13 let, ale často i méně než 10 let. Vzácně pak kolem 17 let a jen výjimečně se věk dostane nad hranici 20 let.

## Výskyt
Andulka vlnkovaná je rozšířena prakticky po celé Austrálii a tento kontinent je také jejím přirozeným domovem. Obývá zde otevřená stanoviště, převážně travnaté plochy poblíž eukalyptových lesů a drobných keřů. Nevadí mu však ani polosuché nebo vyprahlé pouště. Oblíbenou lokalitou je pak ta, v jejíž blízkosti se nachází zdroj vody, přestože je schopen týden i déle nepít. Není-li vody po dlouhou dobu dostatek, využívat může ranní vláhy. Dobře se přizpůsobil náhlým změnám teplot, snese vysoká vedra i mírné mrazy (více než 40 °C přes den, cca -4 °C v noci).

## Zbarvení a barevné variace
Původní forma andulky má trup, kostřec, zadní část hřbetu a vrchní ocasní krovky zelené, žlutě zbarvenou hlavu s vlnkováním v zadní polovině hlavy a kolem očí, s modrými a černými skvrnami pod očima, kropenatými křídly a modrým ocasem. Tato původní forma andulky je vyobrazena na prvním obrázku. Přírodní ptáci mají hmotnost 26–40 gramů. Domestikovaní ptáci „výstavního typu“ váží až kolem 60 gramů. V zajetí chovatelé vyšlechtili také formu žlutou, bílou, světle modrou, tmavě modrou, azurovou, tyrkysovou, světle fialovou, šedozelenou nebo šedou. Andulky jsou také strakaté, duhové a nově např. černolící, tzv. BlackFace. V posledních letech je také oblíbená mutace TCB (Texas clear body), běžně dostupná u chovatelů andulek v ČR i na Slovensku.

## Pohlavní dimorfismus
U původní zelené formy je ozobí u samečka modré, zatímco u samičky bělavé, v době hnízdění je zbarveno dohněda (u některých forem zanikla). Neplatí však, že by ozobí bylo vybarvené již od mládí, ale naopak se u obou pohlaví vybarvuje postupně během života.
V přírodě váží samice cca 24–40 gramů, tj. o něco málo více než sameček (asi 22–32 gramů).
U mladých andulek před prvním přepeřením (kolem 3. měsíce života) je složitější rozpoznat pohlaví. Mladí samci mívají ozobí modrofialové a výrazné, zatímco samičky bělavé, s výraznými bílými kroužky kolem nozder. Pohlaví u mladých andulek je možné také poznat podle toho, že samice jsou více hlasitější než samečci, a jsou i více agresivnější.

## Biologie
Ve volné přírodě se andulky vlnkované shlukují do početných hejn, která se po východu slunce vydávají hledat potravu – většinou zralá semena trav a kulturních rostlin o velikosti 0,5–2,5 mm a hmotnosti okolo jednoho gramu, vyhýbají se nicméně aktivitě za příliš teplého počasí. Před západem slunce se členové hejna shromáždí hlasitým voláním a vrátí zpět na své hřadoviště.

### Rozmnožování
Andulka vlnkovaná je monogamní i polygamní druh. Hnízdí ve velkých koloniích, přičemž rozmnožování může probíhat celoročně, nejčastěji však v období, kdy je největší hojnost potravy, tedy s příchodem dešťů. Jako hnízdo slouží zejména dutiny ve stromech, které ptáci vystelou měkkým materiálem. Andulka obvykle snáší 4–8 malých perleťově bílých vajec o velikosti 10–20 mm, která jsou inkubována samicí po dobu asi 18–21 dnů, zatímco samec zajišťuje potravu. Partner je při tom nucený postávat u vchodu a vstup do hnízda je mu ze strany samice často odepřen. Samice, která si nenašla pařícího partnera, může vajíčka naklást také, z nich se ale žádná mláďata nevylíhnou, neboť nejsou oplodněná. Mláďata se líhnou zhruba 20 minut, na svět přicházejí slepá a holá a váží kolem dvou gramů. Asi v 10 dnech začínají vidět a roste jim peří. Přibližně 30 dní stará a již ochmýřená mláďata pobývají mimo hnízdo a pokouší se o svůj první let. Jsou krmena do doby, dokud se sama nenaučí shánět potravu, což zvládnou obvykle v průběhu dalších dvou týdnů. Pohlavně vyzrálá jsou ve 3 až 6 měsíci, přesto k první aktům s dalšími jedinci dochází už ve věku asi 50 dní.

### Přirození nepřátelé
V jeho domovině padá za oběť řadě dravých ptáků, jako jsou například jestřábi, krahujci či sokoli. Vylíhnutá mláďata loví zpravidla hadi.

## Chov v zajetí
Andulky jsou společenští papoušci, proto by měly být v zajetí chovány alespoň ve dvou. Bezproblémové je držení dvou samců, anebo páru. Naopak chov více samic není zpravidla ideálním řešením.
K hnízdění andulek v zajetí je nutné zajistit dřevěnou hnízdní budku. Ideální je budka kvádru (ležatého typu). Vstupní otvor by měl být umístěn na druhé straně, než je připravené místo pro hnízdo. Budka se umisťuje z vnějšku klece, pakliže je klec dostatečně velká, nebo pokud vlastníme voliéru, je možné budku umístit dovnitř.

### Věk
V zajetí se obvykle dožívá 6 –12 let. Vzácně se může dožít vyššího věku okolo 17 let a staří tohoto papouška jen zřídka překročí hranici 20 let. Přesto jeden z nich údajně dosáhl pozoruhodných 29 let a 2 měsíců, a patrně jsou známi i další jedinci, kteří zahynuli ve věku 21 nebo 22 let. Klíčem k vysokému stáří je bezpochyby kvalitní péče a vhodně uzpůsobené podmínky.

## Chov v zoo
Také v zoo patří k častým chovancům. Jen v Evropě jsou k vidění v takřka 600 zoo. Jen zřídka jsou ovšem chovány původem divoké andulky. V květnu 2020 byly chovány jen v sedmi evropských zoo. Mezi nimi jsou také dvě české zoo:
- Zoo Jihlava
- Zoo Praha

### Chov v Zoo Praha
V Zoo Praha jsou od roku 2020 chovány divoké andulky odchované v australské Zoo Melbourne. Ve srovnání s domestikovanými andulkami mají poloviční velikost. K vidění jsou v expozičním celku Darwinův kráter, který představuje australskou faunu a floru. Specializovaná expozice s voliérou ptáků z buše je umístěna v dolní části zoo, naproti výběhu tapírů jihoamerických.

## Galerie

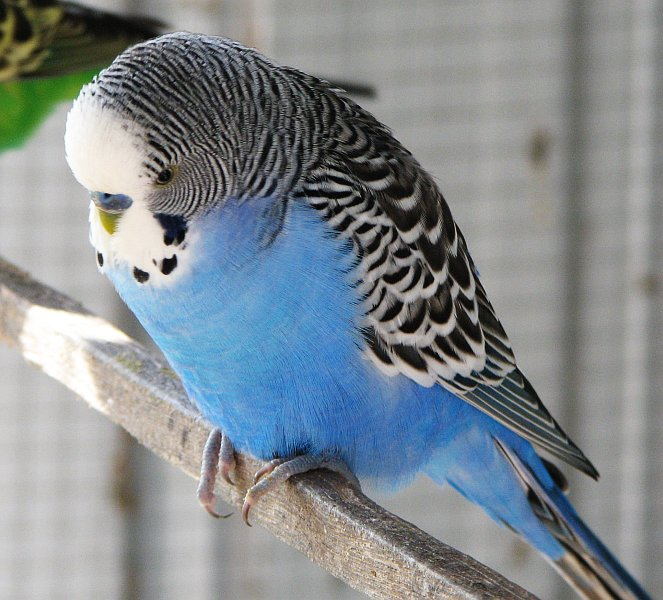
Modrá varianta andulky
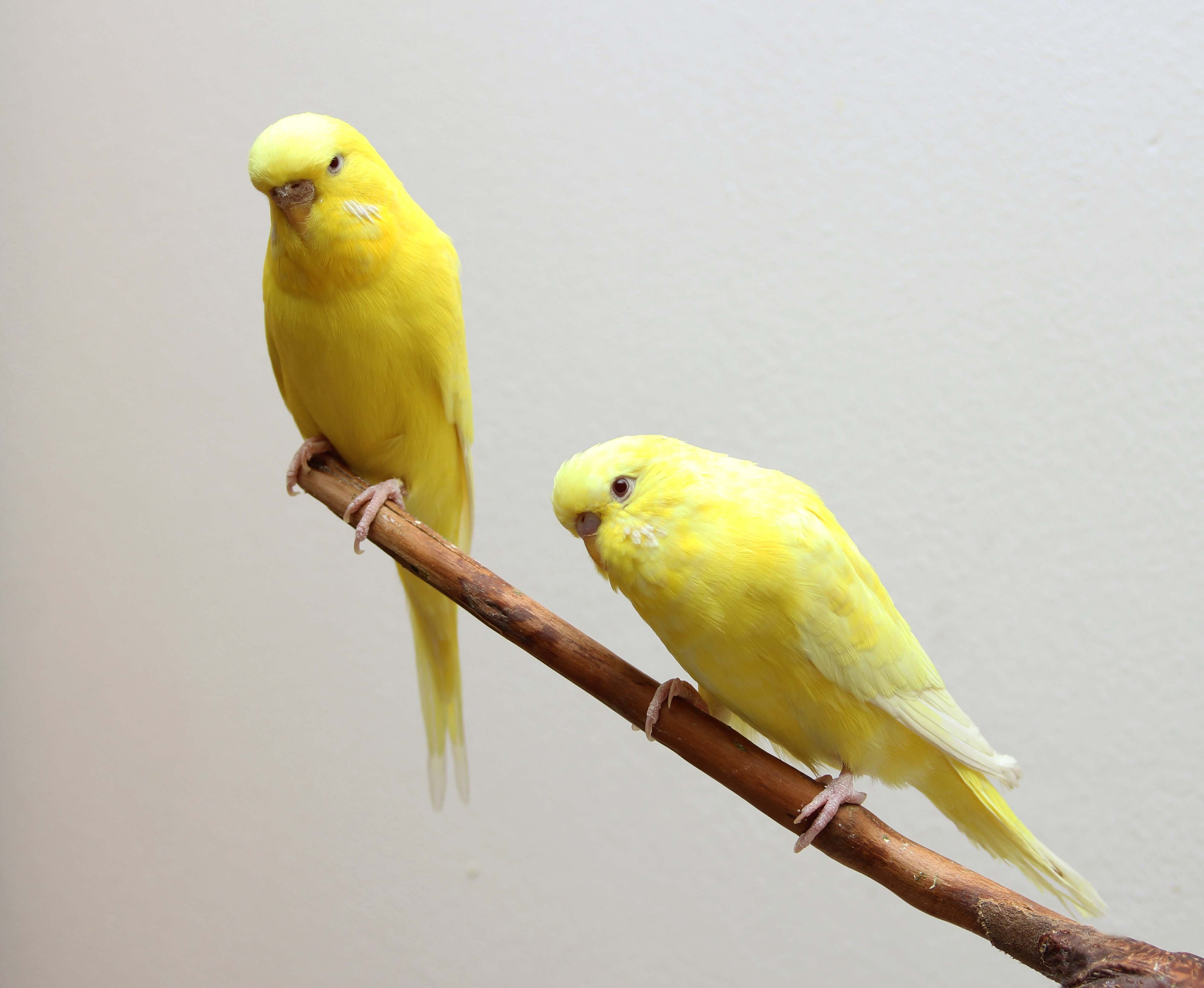
Žlutá varianta andulky
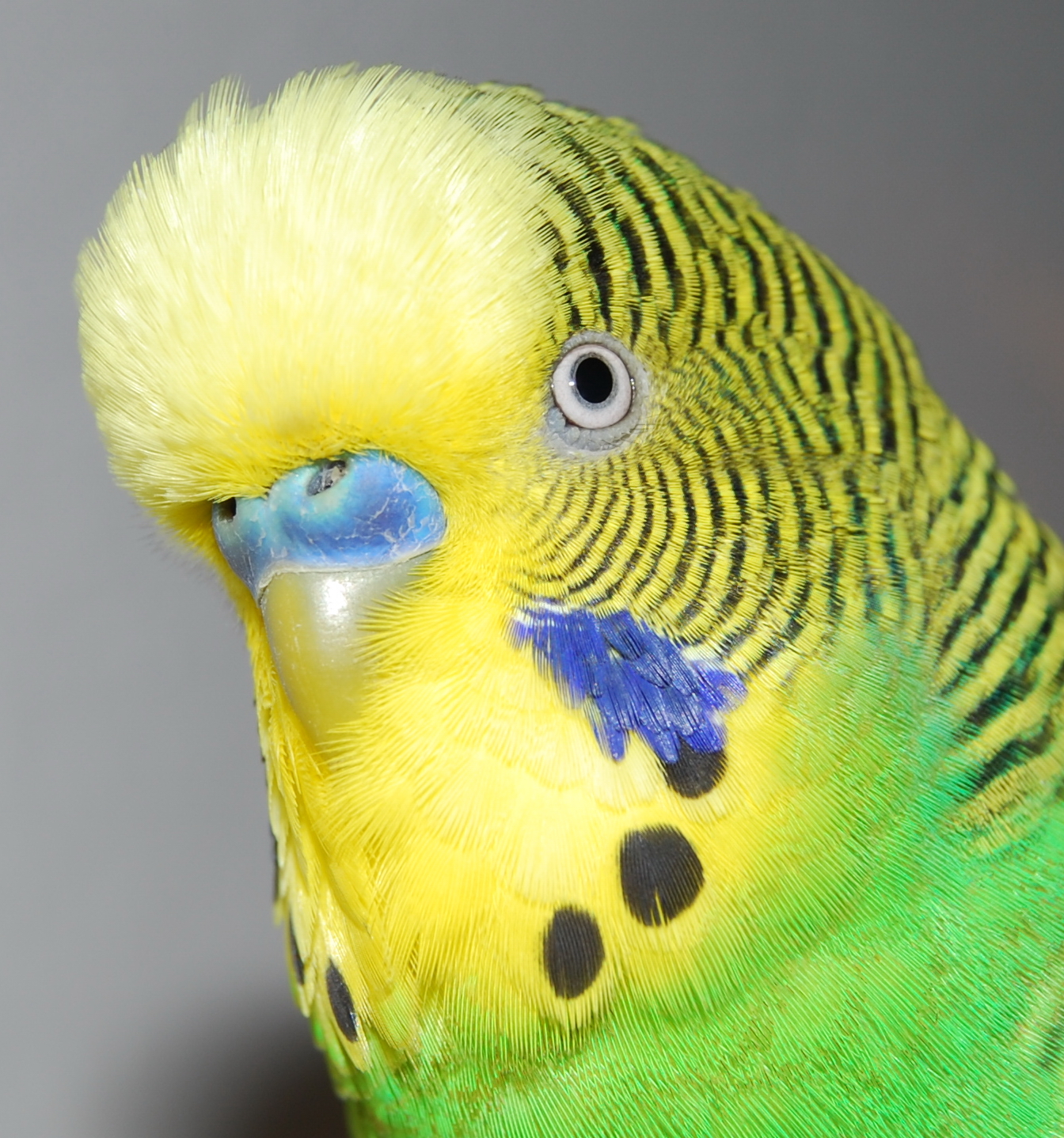
Detail hlavy samečka
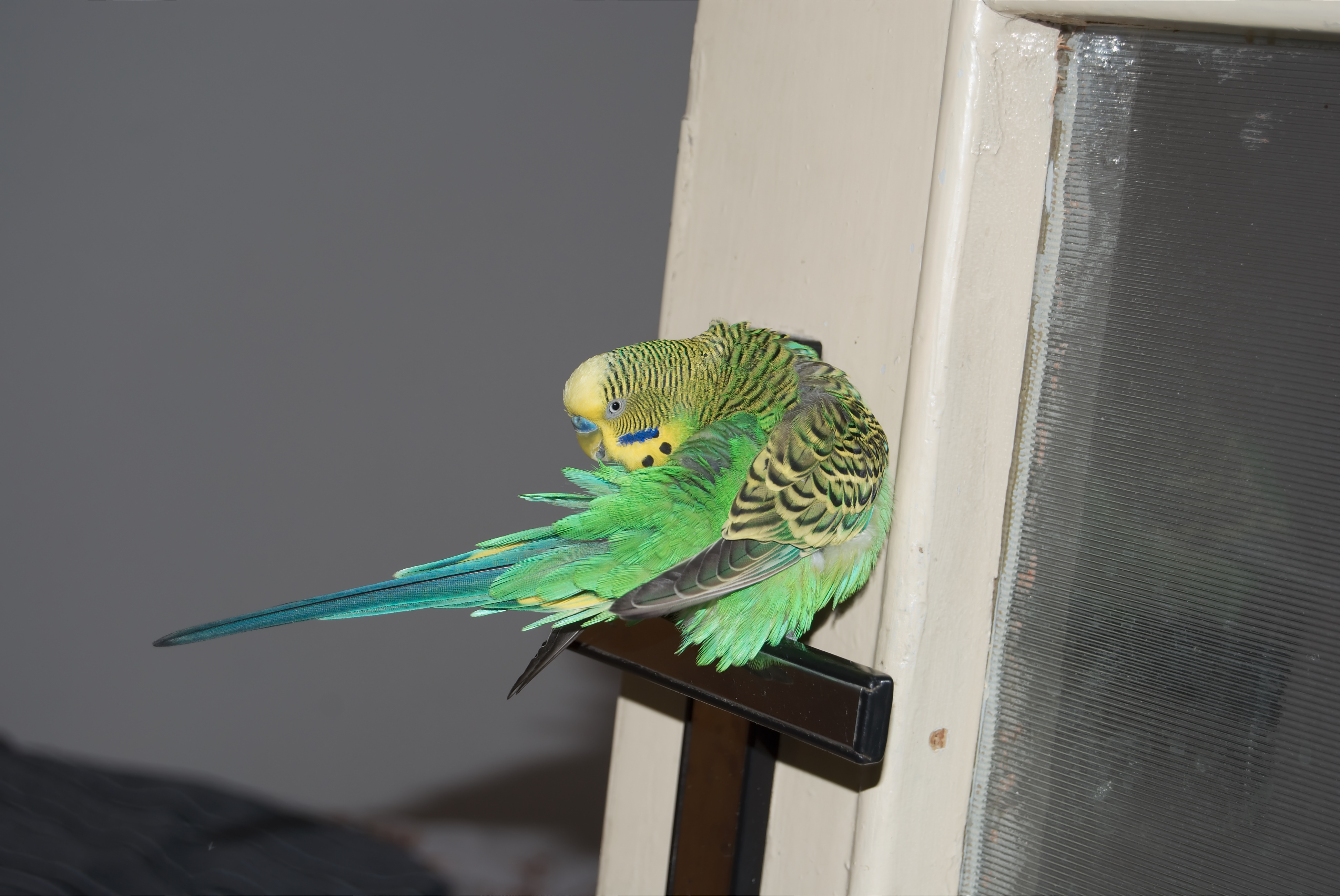
Andulka při péči o své peří
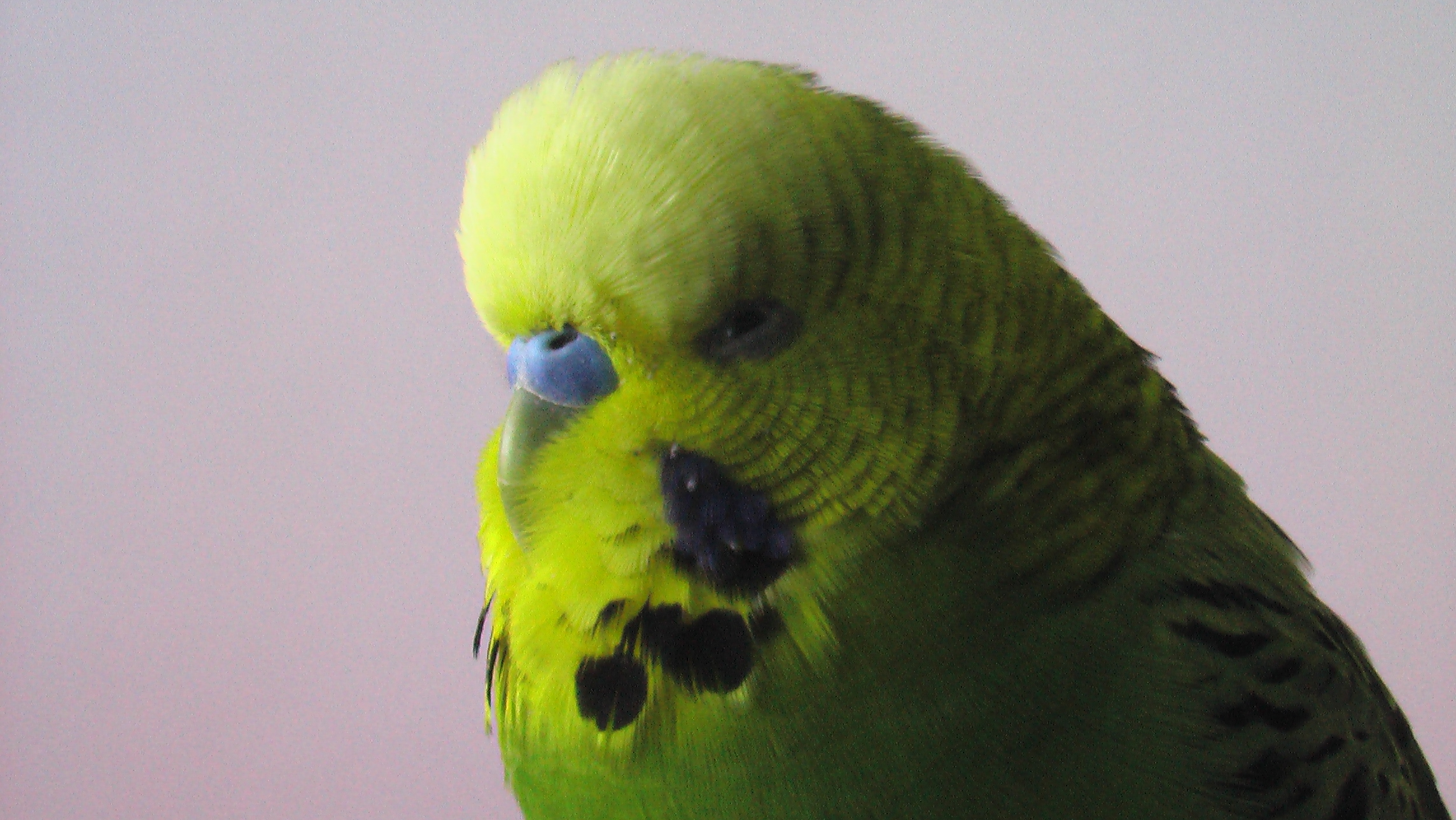
Šťastný sameček přivírající blahem oční víčka
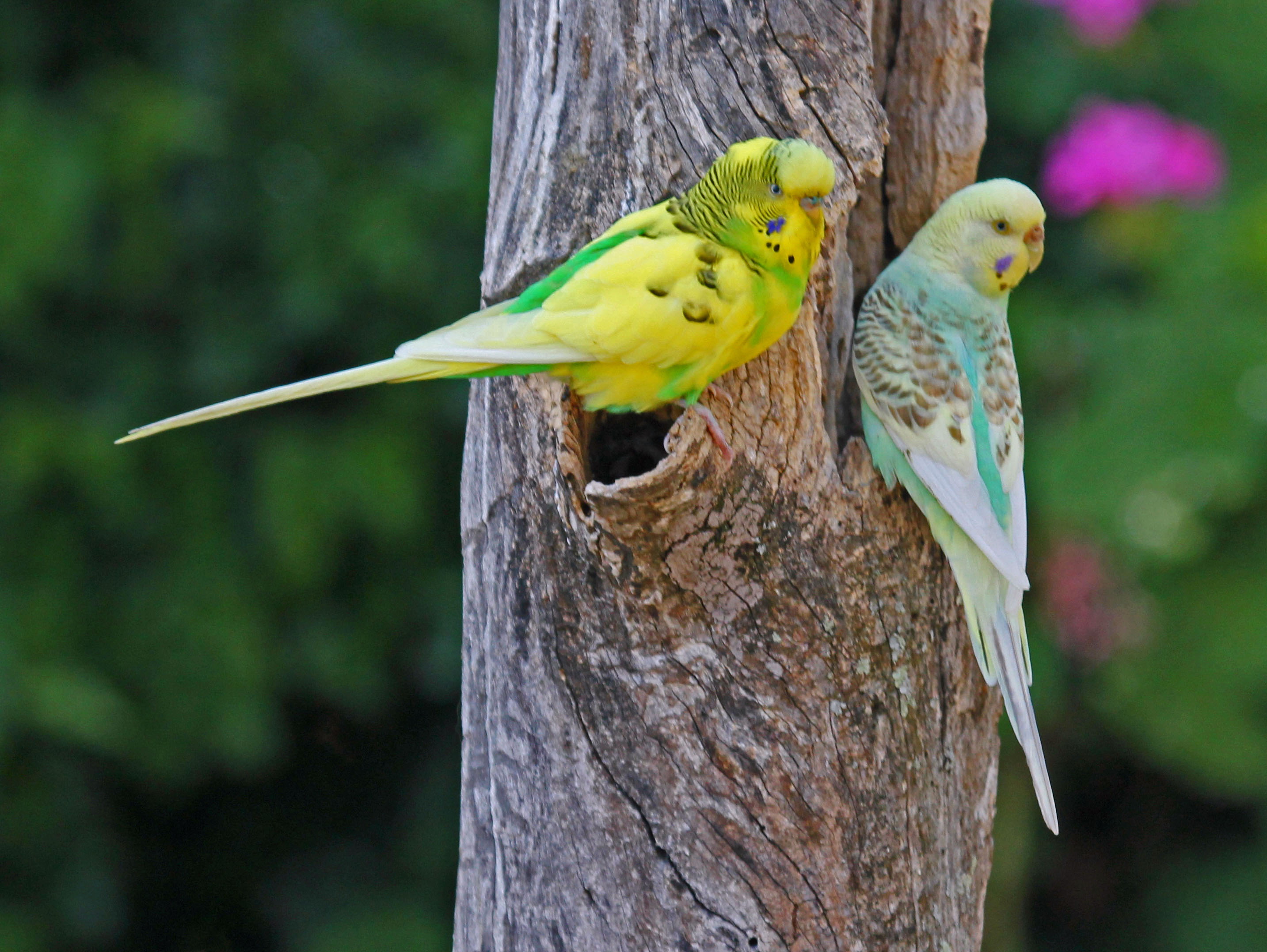
Dvě andulky, vpravo vyšlechtěná azurová varianta
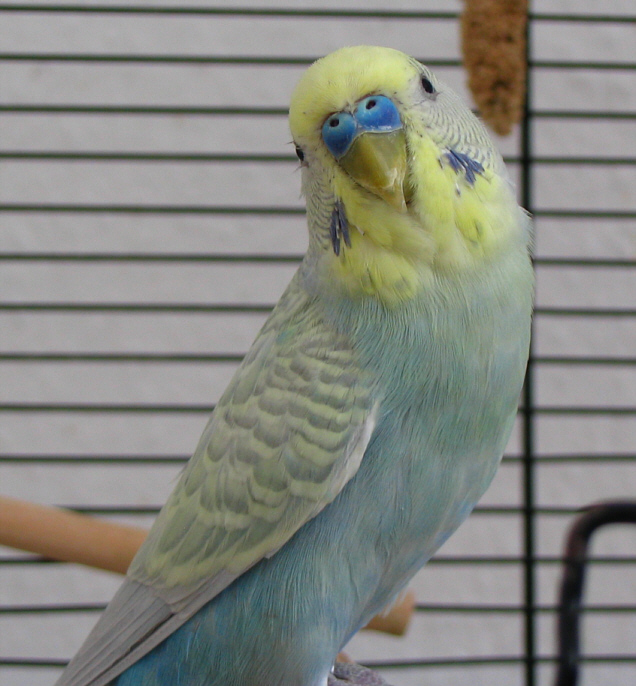
Světle modrá a šedá varianta
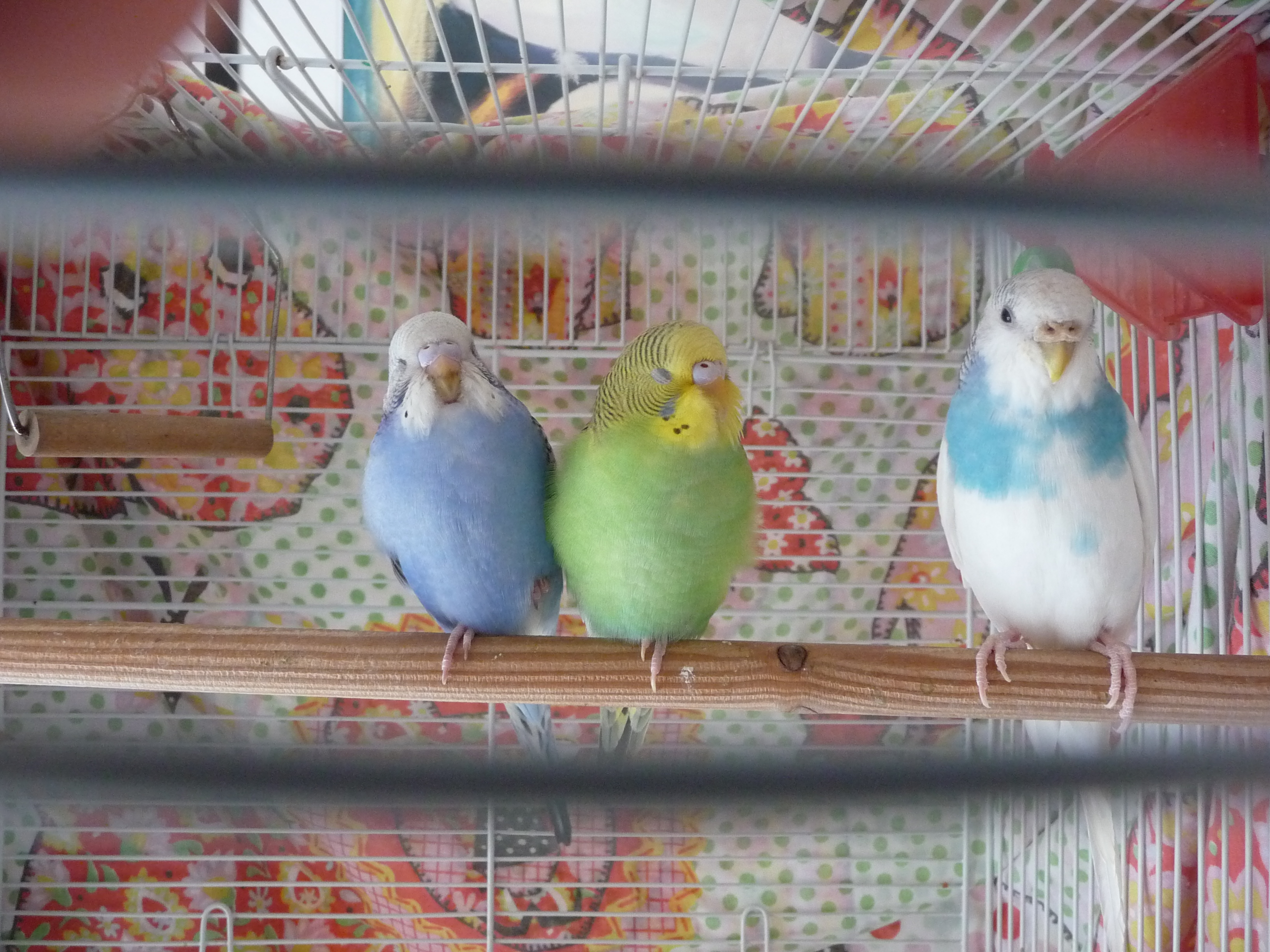
Tři andulky na bidle, vlevo fialová, uprostřed klasická a vpravo modrobílá varianta
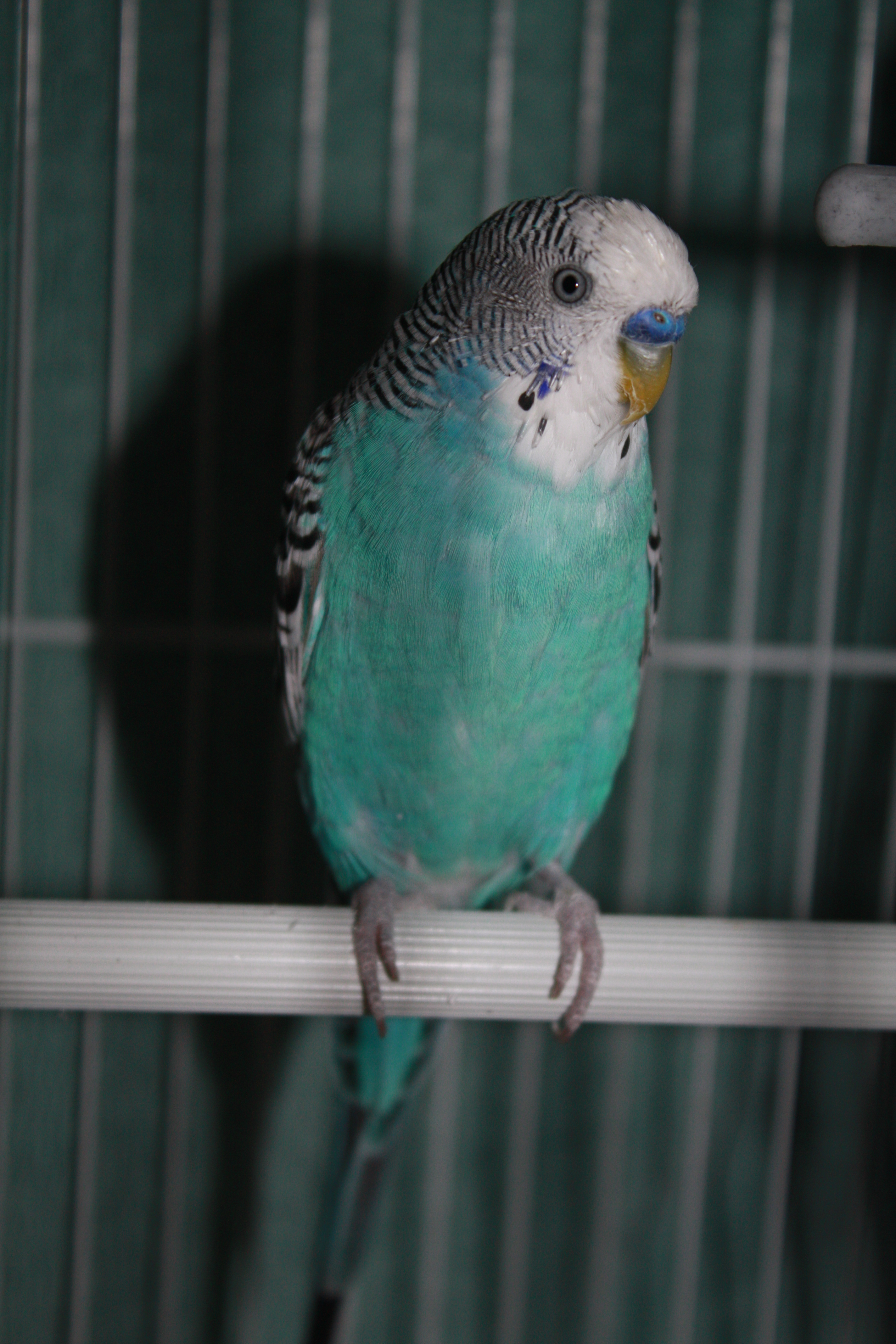
Tyrkysová varianta andulky
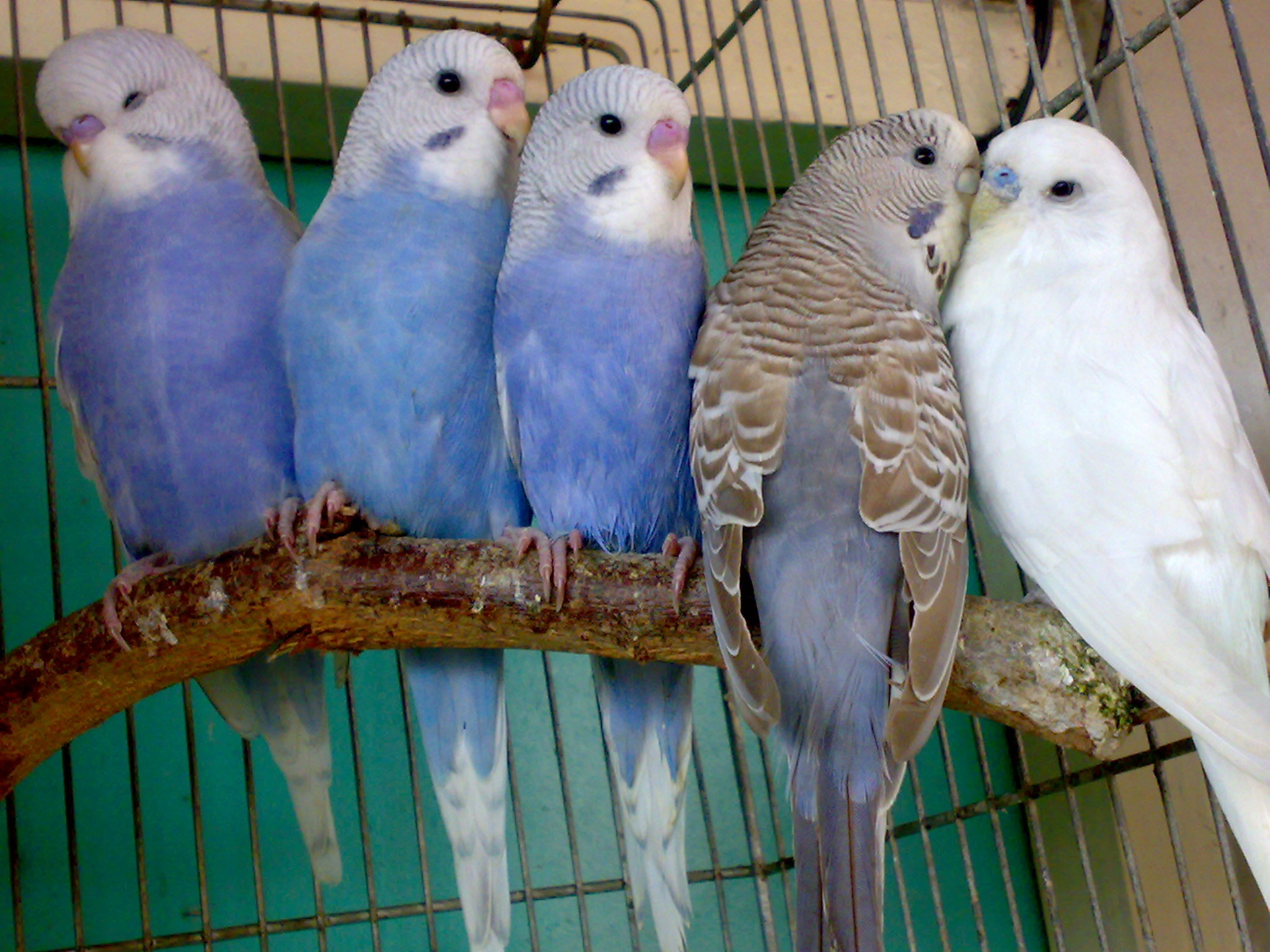
Čtyři tmavě modré a fialové andulky různých odstínů, poslední (pátá zleva) andulka je bílá
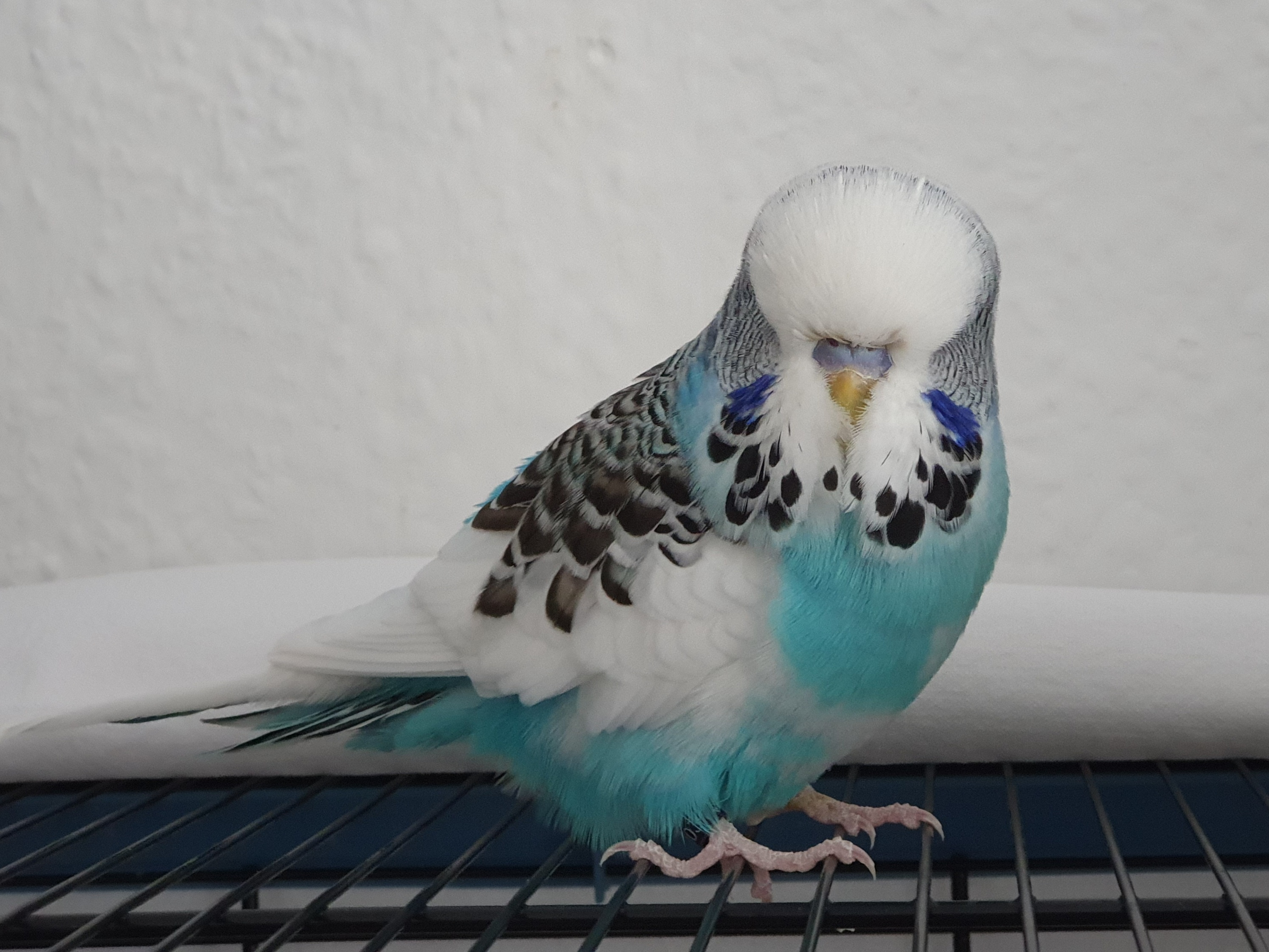
Světle modrá dominantní australská straka (samec výstavní andulky)

#### Knihy o andulce vlnkované
- VEGER, Zdeněk. Andulka a její chov. Státní zemědělské nakladatelství, ilustrace: Jana Rožánková, 1973.
- VEGER, Zdeněk. Chováme andulky. Státní zemědělské nakladatelství, ilustrace: Jana Rožánková, 1979.
- AMBRUŠ, Bystrík. Chováme papagájce vlnkované. Príroda, 1984. (Chováme).
- VEGER, Zdeněk. Andulky. Státní zemědělské nakladatelství, 1988. ilustrace: Jana Rožánková, diafotografie: Theo Vins.
- AMBRUŠ, Bystrík. Chováme papagájce vlnkované (andulky). Príroda, 1990. (Chováme).
- KOLAR, Kurt. Andulky, Ottovo nakladatelství - Cesty, 1996. ISBN 80-7181-371-0, ISBN 9-788071-813712. (Zvířata u nás doma).
- BIELFELD, Horst. Všetko o andulkách. Art area, 1999. ISBN 80-88879-57-4, ISBN 9-788088-879572.
- WOLTEROVÁ, Annette a kolektív. Papoušek vlnkovaný Andulka. Vašut, 2001. ISBN 80-7236-005-1, ISBN 9-788072-360055, (Jak na to).
- PIERSOVÁ, Helena. Bydlí s námi andulka. Průvodce Heleny Piersové pro mladé chovatele. Fragment, 2003 ISBN 80-253-0128-1, ISBN 9-788025-301289. (Bydlí s námi).
- UITTENBOGAARD, Ellen. Andulky. Rebo Productions, 2006. ISBN 80-7234-434-X, ISBN 9-788072-344345, (Příručka začínajícího chovatele).
- BIRMELIN, Immanuel. Moje andulka a já. S přílohami na rozkládacích stránkách - mnoho zajímavých testů. Vašut, 2006. ISBN 80-7236-447-2, ISBN 9-788072-364473. (Máme radi zvieratá).
- WOLTEROVÁ, Annette; ANDERS, Uwe. Naše andulka. Vašut, 2007. ISBN 80-7236-457-X, ISBN 9-788072-364572. (Naše zvířatko).
- NIEMANN, Hildegard. Andulka. Vašut, ISBN 978-80-7236-597-5, EAN 9 788072 365975, originál: Wellensittiche, edice: Jak na to, 2008.
- GRÖßLE, Bernhard. Andulky. Chov & péče, porozumění & zabavení. Beta - Dobrovský, 2008. ISBN 978-80-7306-347-4, EAN 9 788073 063474. (Extra: plán péče ve zkratce).
- PODPĚRA, Václav. Andulka. Robi maus, 2010. ISBN 978-80-87293-19-5, EAN 9 788087 293195, (Abeceda chovatele).
- BIRMELIN, Immanuel. Vaše andulka. Vašut, 2012. ISBN 978-80-7236-800-6, ISBN 9-788085-768190.

#### Exotičtí ptáci a andulky vlnkované
- VEGER, Zdeněk. Cizokrajní ptáci v bytě. Mladá fronta, 1969.
- VEGER, Zdeněk. Kapesní atlas cizokrajních ptáků. Státní pedagogické nakladatelství, 1971.
- FELIX, Jiří. Exotičtí ptáci v kleci. Práce, 1972.
- DÚHA, Jozef; VALENČÍK, Rudolf. Chov exotického vtáctva. Príroda, 1974.
- DATHE, Heinrich. Príručka pre chovateľov vtáctva. Všeobecné zásady chovu, papagáje, holuby. Príroda, 1978. Originál: Handbuch des Vogelliebhabers.
- VAŠÍČEK, Milan. Papoušíci a jejich chov. Svépomoc, 1977.
- HANZÁK, Jan. Veľký obrazový atlas vtákov. Mladé letá, 1978.
- VAŠÍČEK, Milan. Australští papoušci. Svépomoc, 1978.
- PODPĚRA, Petr. Chováme exotické ptactvo. Svépomoc, 1979.
- CHVAPIL, Stanislav. Ptáci Austrálie. [s.l.]: Academia, 1985. (Živou přírodou).
- VESELOVSKÝ, Zdeněk. Ptáci a voda. Academia, 1987. (Živou přírodou).
- WIENER, Walter. Cizokrajní ptáci v klecích - 444 rad pro chovatele cizokrajného ptactva. 1987.
- DATHE, Heinrich]. Príručka pre chovateľov vtáctva 2. Exotické spevavce. Státní pedagogické nakladatelství, 1988. originál: Handbuch des Vogelliebhabers, Príroda.
- VEGER, Zdeněk. Papoušci - opeření přátelé člověka. Academia, 1988. (Živou přírodou).
- ALDERTON, David. Vaše vtáctvo. Prúdy, ISBN 80-85355-06-X, 1992.
- CHVAPIL, Stanislav. Klec jako domov, Artia - Granit, ilustrácie: Pavel Procházka, 1994.
- SMRČEK, Martin; Smrčková, Lea. Papoušci celého světa. Brázda, 1996. ISBN 80-209-0264-3.
- BARTENSCHLAGER, Eva Maria. Chov papagájov., Slovo, 1996. ISBN 80-85711-11-7, ISBN 9-788085-711110.
- ALDERTON, David. Exotické ptactvo. Ilustrovaná příručka pro začínající chovatele exotických ptáků. Príroda, 1997. ISBN 80-7209-021-6, ISBN 9-788072-090211, foto: Cyril Laubscher.
- ALDERTON, David. Cizokrajní ptáci - 101 praktických rad. Ikar, 1997. ISBN 978-80-7306-347-4, EAN 9 788073 063474.
- ALDERTON, David. Staráme sa o vtáčiky - 101 praktických rád. Ikar, 1997. ISBN 80-7118-393-8, ISBN 9-788071-183938.
- SMRČEK, Martin: Kapesní atlas exotických ptáků. Art Area, 1998. ISBN 80-88879-30-2, ISBN 9788088879305.
- CHVAPIL, Stanislav. Okrasní ptáci. Aventium, 1998. ISBN 80-7151-005-X, ISBN 9-788071-510055, Rady pro chovatele.
- WAGNER, Rudolf F. Papoušci - umělý odchov mláďat. Dona, 2001. ISBN 80-86136-87-6, ISBN 9-7880861-36875
- VERHOEF-VERHALLENOVÁ, Esther. Encyklopedie ptáků v klecích a voliérách. Rebo, 2001. ISBN 80-7234-170-7, ISBN 9-788072-341702.
- LOW, Rosemary. Proč můj papoušek…? Dona, 2002. ISBN 80-7322-008-3, ISBN 9-788073-220082.
- ALDERTON, David. Encyklopedie ptáků chovaných v klecích a volierách - praktická příručka. Svojtka & Co, 2003. ISBN 80-7237-795-7.
- JOSEFOVIČ, Miloslav. Papoušek u nás doma. Brázda, 2007. ISBN 80-209-0350-X, ISBN 9-788020-903501.